# Fabrîcinenska, Lutuhîne
Fabrîcinenska (în ucraineană Фабричненська) este o comună în raionul Lutuhîne, regiunea Luhansk, Ucraina, formată numai din satul de reședință.

## Demografie
Componența lingvistică a comunei Fabrîcinenska
     Rusă (65,76%)
     Ucraineană (34,17%)
     Alte limbi (0,07%)
Conform recensământului din 2001, majoritatea populației comunei Fabrîcinenska era vorbitoare de rusă (65,76%), existând în minoritate și vorbitori de ucraineană (34,17%).